# Курганы (Дзержинский район)
Курганы́ (бел. Курганы́) — деревня в составе Добринёвского сельсовета Дзержинского района Минской области Беларуси. Деревня расположена в 22 километрах от Дзержинска, 33 километрах от Минска и 20 километрах от железнодорожной станции Койданово.

## История
Деревня известна с начала XX века, находилась в Станьковской волости Минского уезда Минской губернии. В 1917 году в деревне насчитывается 1 двор, проживали 5 жителей. 9 марта 1918 года в составе провозглашённой Белорусской Народной Республики, однако фактически находилась под контролем германской военной администрации. С 1 января 1919 года в составе Советской Социалистической Республики Белоруссия, а с 27 февраля того же года в составе Литовско-Белорусской ССР, летом 1919 года деревня была занята польскими войсками, после подписания рижского мира — в составе Белорусской ССР.
С 20 августа 1924 года в составе Добринёвского сельсовета Койдановского района Минского округа. 15 марта 1932 года Койдановский район преобразован в Койдановский польский национальный район, который 26 июня был переименован в Дзержинский.  31 июля 1937 года Дзержинский национальный полрайон был упразднён, деревня Курганы перешла в состав Минского района Минского округа, с 20 февраля 1938 года — в составе Минской области. 4 февраля 1939 года Дзержинский район был восстановлен. В 1926 году, по данным первой всесоюзной переписи в деревне проживали 58 жителей, насчитывалось 11 дворов. В 1930 году был организован колхоз «Ударник».
В Великую Отечественную войну с 28 июня 1941 года до 6 июля 1944 года под немецко-фашистской оккупацией, во время войны на фронте погибли 4 жителя деревени. В 1960 году насчитывалось 86 жителей, в 1991 году в деревне 13 придомовых хозяйств, проживали 23 жителя. По состоянию на 2009 год в Курганах проживают 40 жителей, насчитывается 14 хозяйств, деревня в составе ОАО «Правда-Агро» (центр — д. Боровики).

## Население
| Численность населения (по годам) | Численность населения (по годам) | Численность населения (по годам) | Численность населения (по годам) | Численность населения (по годам) | Численность населения (по годам) | Численность населения (по годам) | Численность населения (по годам) |
| 1917                             | 1926                             | 1960                             | 1991                             | 1999                             | 2004                             | 2010                             | 2017                             |
| -------------------------------- | -------------------------------- | -------------------------------- | -------------------------------- | -------------------------------- | -------------------------------- | -------------------------------- | -------------------------------- |
| 5                                | ↗58                              | ↗86                              | ↘23                              | ↗40                              | ↗41                              | ↘40                              | ↗44                              |
| 2018                             | 2020                             | 2022                             |                                  |                                  |                                  |                                  |                                  |
| ↗55                              | ↗58                              | ↗61                              |                                  |                                  |                                  |                                  |                                  |